# Saut en hauteur aux championnats d'Europe d'athlétisme en salle
Pour un article plus général, voir Championnats d'Europe d'athlétisme en salle.
Le saut en hauteur fait partie des épreuves inscrites au programme des premiers Championnats d'Europe en salle (Jeux européens en salle de 1966 à 1969).
Les records des championnats d'Europe en salle appartiennent chez les hommes au Suédois Stefan Holm (2,40 m en 2005), et chez les femmes à la Belge Tia Hellebaut (2,05 m en 2007).

## Palmarès

### Hommes
| Édition                        | Or                        | Argent                                            | Bronze                                             |                         |
| Jeux européens en salle        | Jeux européens en salle   | Jeux européens en salle                           | Jeux européens en salle                            | Jeux européens en salle |
| ------------------------------ | ------------------------- | ------------------------------------------------- | -------------------------------------------------- | ----------------------- |
| 1966                           | Valeriy Skvortsov (URS)   | Wolfgang Schillkowski (FRG)                       | Kjell-Åke Nilsson (SWE)                            |                         |
| 1967                           | Anatoliy Moroz (URS)      | Henry Elliot (FRA)                                | Rudolf Baudiš (TCH)                                |                         |
| 1968                           | Valeriy Skvortsov (URS)   | Valentin Gavrilov (URS)                           | Kenneth Lundmark (SWE)                             |                         |
| 1969                           | Valentin Gavrilov (URS)   | Henry Elliot (FRA)                                | Șerban Ioan (ROU)                                  |                         |
| Championnats d'Europe en salle |                           |                                                   |                                                    |                         |
| 1970                           | Valentin Gavrilov (URS)   | Gerd Dührkop (GDR)                                | Șerban Ioan (ROU)                                  |                         |
| 1971                           | István Major (HUN)        | Jüri Tarmak (URS)                                 | Endre Kelemen (HUN)                                |                         |
| 1972                           | István Major (HUN)        | Kestutis Sapka (URS)                              | Jüri Tarmak (URS)                                  |                         |
| 1973                           | István Major (HUN)        | Jiří Palkovský (TCH)                              | Vassilios Papadimitriou (GRE)                      |                         |
| 1974                           | Kestutis Sapka (URS)      | István Major (HUN)                                | Vladimír Malý (TCH)                                |                         |
| 1975                           | Vladimír Malý (TCH)       | Endre Kelemen (HUN)                               | Rune Almén (SWE)                                   |                         |
| 1976                           | Sergey Senyukov (URS)     | Jacques Aletti (FRA)                              | Walter Boller (FRG)                                |                         |
| 1977                           | Jacek Wszola (POL)        | Rolf Beilschmidt (GDR)                            | Ruud Wielart (NED)                                 |                         |
| 1978                           | Vladimir Yashchenko (URS) | Rolf Beilschmidt (GDR)                            | Wolfgang Killing (FRG)                             |                         |
| 1979                           | Vladimir Yashchenko (URS) | Gennadiy Belkov (URS)                             | Andre Schneider-Laub (FRG)                         |                         |
| 1980                           | Dietmar Mögenburg (FRG)   | Jacek Wszola (POL)                                | Adrian Proteasa (ROU)                              |                         |
| 1981                           | Roland Dalhäuser (SUI)    | Carlo Thränhardt (FRG)                            | Dietmar Mögenburg (FRG)                            |                         |
| 1982                           | Dietmar Mögenburg (FRG)   | Janusz Trzepizur (POL)                            | Roland Dalhäuser (SUI)                             |                         |
| 1983                           | Carlo Thränhardt (FRG)    | Gerd Nagel (FRG)                                  | Massimo Di Giorgio (ITA) Mirosław Włodarczyk (POL) |                         |
| 1984                           | Dietmar Mögenburg (FRG)   | Carlo Thränhardt (FRG)                            | Roland Dalhäuser (SUI)                             |                         |
| 1985                           | Patrik Sjöberg (SWE)      | Aleksandr Kotovich (URS)                          | Dariusz Biczysko (POL)                             |                         |
| 1986                           | Dietmar Mögenburg (FRG)   | Carlo Thränhardt (FRG)                            | Eddy Annys (BEL) Geoff Parsons (GBR)               |                         |
| 1987                           | Patrik Sjöberg (SWE)      | Carlo Thränhardt (FRG)                            | Hennadiy Avdyeyenko (URS)                          |                         |
| 1988                           | Patrik Sjöberg (SWE)      | Dietmar Mögenburg (FRG)                           | Sorin Matei (ROU)                                  |                         |
| 1989                           | Dietmar Mögenburg (FRG)   | Dalton Grant (GBR)                                | Aleksey Yemelin (URS)                              |                         |
| 1990                           | Artur Partyka (POL)       | Arturo Ortiz (ESP)                                | Dietmar Mögenburg (FRG) Gerd Nagel (FRG)           |                         |
| 1992                           | Patrik Sjöberg (SWE)      | Sorin Matei (ROU)                                 | Ralf Sonn (GER) Dragutin Topić (YUG)               |                         |
| 1994                           | Dalton Grant (GBR)        | Jean-Charles Gicquel (FRA)                        | Wolf-Hendrik Beyer (GER)                           |                         |
| 1996                           | Dragutin Topić (YUG)      | Leonid Pumalainen (RUS)                           | Steinar Hoen (NOR)                                 |                         |
| 1998                           | Artur Partyka (POL)       | Vyacheslav Voronin (RUS)                          | Tomáš Janků (CZE)                                  |                         |
| 2000                           | Vyacheslav Voronin (RUS)  | Martin Buss (GER)                                 | Dragutin Topić (YUG)                               |                         |
| 2002                           | Staffan Strand (SWE)      | Stefan Holm (SWE)                                 | Yaroslav Rybakov (RUS)                             |                         |
| 2005                           | Stefan Holm (SWE)         | Yaroslav Rybakov (RUS)                            | Pavel Fomenko (RUS)                                |                         |
| 2007                           | Stefan Holm (SWE)         | Linus Thörnblad (SWE)                             | Martyn Bernard (GBR)                               |                         |
| 2009                           | Ivan Ukhov (RUS)          | Kyriakos Ioannou (CYP) Aleksey Dmitrik (RUS)      | —                                                  |                         |
| 2011                           | Ivan Ukhov (RUS)          | Jaroslav Bába (CZE)                               | Aleksandr Shustov (RUS)                            |                         |
| 2013                           | Sergey Mudrov (RUS)       | Aleksey Dmitrik (RUS)                             | Jaroslav Bába (CZE)                                |                         |
| 2015                           | Daniil Tsyplakov (RUS)    | Silvano Chesani (ITA) Antonios Mastoras (GRE)     | —                                                  |                         |
| 2017                           | Sylwester Bednarek (POL)  | Robbie Grabarz (GBR)                              | Pavel Seliverstau (BLR)                            |                         |
| 2019                           | Gianmarco Tamberi (ITA)   | Konstadinos Baniotis (GRE) Andriy Protsenko (UKR) | —                                                  |                         |
| 2021                           | Maksim Nedasekau (BLR)    | Gianmarco Tamberi (ITA)                           | Thomas Carmoy (BEL)                                |                         |
| 2023                           | Douwe Amels (NED)         | Andriy Protsenko (UKR)                            | Thomas Carmoy (BEL)                                |                         |
| 2025                           | Oleh Dorochtchouk (UKR)   | Jan Štefela (CZE)                                 | Matteo Sioli (ITA)                                 |                         |

### Femmes
| Édition                        | Or                          | Argent                                   | Bronze                                       |                         |
| Jeux européens en salle        | Jeux européens en salle     | Jeux européens en salle                  | Jeux européens en salle                      | Jeux européens en salle |
| ------------------------------ | --------------------------- | ---------------------------------------- | -------------------------------------------- | ----------------------- |
| 1966                           | Iolanda Balaș (ROU)         | Olga Gere-Pulić (YUG)                    | Ilia Hans (FRG)                              |                         |
| 1967                           | Taisiya Chenchik (URS)      | Linda Knowles (GBR)                      | Jaroslava Králová (TCH)                      |                         |
| 1968                           | Rita Schmidt (GDR)          | Virginia Bonci (ROU)                     | Antonina Okorokova (URS)                     |                         |
| 1969                           | Rita Schmidt (GDR)          | Yordanka Blagoeva (BUL)                  | Antonina Lazareva (URS)                      |                         |
| Championnats d'Europe en salle |                             |                                          |                                              |                         |
| 1970                           | Ilona Gusenbauer (AUT)      | Cornelia Popescu (ROU)                   | Rita Schmidt (GDR)                           |                         |
| 1971                           | Milada Karbanová (TCH)      | Vera Gavrilova (URS)                     | Cornelia Popescu (ROU)                       |                         |
| 1972                           | Rita Schmidt (GDR)          | Rita Gildemeister (GDR)                  | Yordanka Blagoeva (BUL)                      |                         |
| 1973                           | Yordanka Blagoeva (BUL)     | Rita Gildemeister (GDR)                  | Milada Karbanová (TCH)                       |                         |
| 1974                           | Rosemarie Witschas (GDR)    | Milada Karbanová (TCH)                   | Rita Kirst (GDR)                             |                         |
| 1975                           | Rosemarie Ackermann (GDR)   | Marie-Christine Debourse (FRA)           | Annemieke Bouma (NED)                        |                         |
| 1976                           | Rosemarie Ackermann (GDR)   | Ulrike Meyfarth (FRG)                    | Milada Karbanová (TCH)                       |                         |
| 1977                           | Sara Simeoni (ITA)          | Brigitte Holzapfel (FRG)                 | Edit Sámuel (HUN)                            |                         |
| 1978                           | Sara Simeoni (ITA)          | Brigitte Holzapfel (FRG)                 | Urszula Kielan (POL)                         |                         |
| 1979                           | Andrea Mátay (HUN)          | Urszula Kielan (POL)                     | Ulrike Meyfarth (FRG)                        |                         |
| 1980                           | Sara Simeoni (ITA)          | Andrea Mátay (HUN)                       | Urszula Kielan (POL)                         |                         |
| 1981                           | Sara Simeoni (ITA)          | Elżbieta Krawczuk (POL)                  | Urszula Kielan (POL)                         |                         |
| 1982                           | Ulrike Meyfarth (FRG)       | Andrea Bienias (GDR)                     | Katalin Sterk (HUN)                          |                         |
| 1983                           | Tamara Bykova (URS)         | Larisa Kositsyna (URS)                   | Maryse Éwanjé-Épée (FRA)                     |                         |
| 1984                           | Ulrike Meyfarth (FRG)       | Maryse Éwanjé-Épée (FRA)                 | Danuta Bułkowska (POL)                       |                         |
| 1985                           | Stefka Kostadinova (BUL)    | Susanne Helm (GDR)                       | Danuta Bułkowska (POL)                       |                         |
| 1986                           | Andrea Bienias (GDR)        | Gabriele Günz (GDR)                      | Larisa Kositsyna (URS)                       |                         |
| 1987                           | Stefka Kostadinova (BUL)    | Tamara Bykova (URS)                      | Susanne Beyer (GDR) Elżbieta Trylińska (POL) |                         |
| 1988                           | Stefka Kostadinova (BUL)    | Heike Redetzky (FRG)                     | Larisa Kositsyna (URS)                       |                         |
| 1989                           | Alina Astafei (ROU)         | Hanne Haugland (NOR)                     | Maryse Éwanjé-Épée (FRA)                     |                         |
| 1990                           | Heike Redetzky (FRG)        | Britta Vörös (GDR)                       | Alina Astafei (ROU)                          |                         |
| 1992                           | Heike Henkel (FRG)          | Stefka Kostadinova (BUL)                 | Yelena Yelesina (EUN)                        |                         |
| 1994                           | Stefka Kostadinova (BUL)    | Desislava Aleksandrova (BUL)             | Sigrid Kirchmann (AUT)                       |                         |
| 1996                           | Alina Astafei (GER)         | Níki Bakoyiánni (GRE)                    | Olga Bolşova (MDA)                           |                         |
| 1998                           | Monica Iagar (ROU)          | Alina Astafei (GER)                      | Yelena Yelesina (RUS)                        |                         |
| 2000                           | Kajsa Bergqvist (SWE)       | Zuzana Hlavoňová (CZE)                   | Olga Kaliturina (RUS)                        |                         |
| 2002                           | Marina Kuptsova (RUS)       | Dóra Győrffy (HUN) Kajsa Bergqvist (SWE) | —                                            |                         |
| 2005                           | Anna Chicherova (RUS)       | Ruth Beitia (ESP)                        | Venelina Veneva (BUL)                        |                         |
| 2007                           | Tia Hellebaut (BEL)         | Antonietta Di Martino (ITA)              | Ruth Beitia (ESP)                            |                         |
| 2009                           | Ariane Friedrich (GER)      | Ruth Beitia (ESP)                        | Viktoriya Klyugina (RUS)                     |                         |
| 2011                           | Antonietta Di Martino (ITA) | Ruth Beitia (ESP)                        | Ebba Jungmark (SWE)                          |                         |
| 2013                           | Ruth Beitia (ESP)           | Ebba Jungmark (SWE)                      | Emma Green Tregaro (SWE)                     |                         |
| 2015                           | Mariya Kuchina (RUS)        | Alessia Trost (ITA)                      | Kamila Lićwinko (POL)                        |                         |
| 2017                           | Airine Palsyte (LTU)        | Ruth Beitia (ESP)                        | Yuliya Levchenko (UKR)                       |                         |
| 2019                           | Mariya Lasitskene (RUS)     | Yuliya Levchenko (UKR)                   | Airine Palsyte (LTU)                         |                         |
| 2021                           | Yaroslava Mahuchikh (UKR)   | Iryna Gerashchenko (UKR)                 | Ella Junnila (FIN)                           |                         |
| 2023                           | Yaroslava Mahuchikh (UKR)   | Britt Weerman (NED)                      | Kateryna Tabashnyk (UKR)                     |                         |
| 2025                           | Yaroslava Mahuchikh (UKR)   | Angelina Topić (SRB)                     | Engla Nilsson (SWE)                          |                         |